# Bjergby (parochie, Hjørring)
Bjergby is een parochie van de Deense Volkskerk in de Deense gemeente Hjørring. De parochie maakt deel uit van het bisdom Aalborg en telt 1063 kerkleden op een bevolking van 1146 (2004).
Historisch was de parochie deel van de herred Vennebjerg. In 1970 werd Bjergby opgenomen in de nieuw gevormde gemeente Hjørring.
De parochiekerk dateert uit het einde 12e-, begin 13e eeuw en is gebouwd met granietblokken. Boven de dichtgemetselde zuiddeur bevindt zich een opmerkelijk timpaan.